# Wereldkampioenschappen schoonspringen 2019
De wereldkampioenschappen schoonspringen 2019 werden van 12 tot en met 20 juli 2019 gehouden in het Nambu University Municipal Aquatics Center in Gwangju, Zuid-Korea. Het toernooi was integraal onderdeel van de wereldkampioenschappen zwemsporten 2019.

## Programma
| V | Voorronde | HF | Halve finale | Goud | Finale |

| Onderdeel                | Juli | Juli | Juli | Juli | Juli | Juli | Juli | Juli | Juli | Juli | Juli | Juli | Juli | Juli | Juli | Juli | Juli | Juli |
| Onderdeel                | 12   | 12   | 13   | 13   | 14   | 14   | 15   | 15   | 16   | 16   | 17   | 17   | 18   | 18   | 19   | 19   | 20   | 20   |
| ------------------------ | ---- | ---- | ---- | ---- | ---- | ---- | ---- | ---- | ---- | ---- | ---- | ---- | ---- | ---- | ---- | ---- | ---- | ---- |
| 1 m plank (m)            | V    | V    |      |      | Goud | Goud |      |      |      |      |      |      |      |      |      |      |      |      |
| 3 m plank (m)            |      |      |      |      |      |      |      |      |      |      | V    | HF   | Goud | Goud |      |      |      |      |
| 10 m toren (m)           |      |      |      |      |      |      |      |      |      |      |      |      |      |      | V    | HF   | Goud | Goud |
| 3 m plank synchroon (m)  |      |      | V    | Goud |      |      |      |      |      |      |      |      |      |      |      |      |      |      |
| 10 m toren synchroon (m) |      |      |      |      |      |      | V    | Goud |      |      |      |      |      |      |      |      |      |      |
|                          |      |      |      |      |      |      |      |      |      |      |      |      |      |      |      |      |      |      |
| 1 m plank (v)            | V    | V    | Goud | Goud |      |      |      |      |      |      |      |      |      |      |      |      |      |      |
| 3 m plank (v)            |      |      |      |      |      |      |      |      |      |      |      |      | V    | HF   | Goud | Goud |      |      |
| 10 m toren (v)           |      |      |      |      |      |      |      |      | V    | HF   | Goud | Goud |      |      |      |      |      |      |
| 3 m plank synchroon (v)  |      |      |      |      |      |      | V    | Goud |      |      |      |      |      |      |      |      |      |      |
| 10 m toren synchroon (v) |      |      |      |      | V    | Goud |      |      |      |      |      |      |      |      |      |      |      |      |
|                          |      |      |      |      |      |      |      |      |      |      |      |      |      |      |      |      |      |      |
| 3 m plank synchroon (g)  |      |      |      |      |      |      |      |      |      |      |      |      |      |      |      |      | Goud | Goud |
| 10 m toren synchroon (g) |      |      | Goud | Goud |      |      |      |      |      |      |      |      |      |      |      |      |      |      |
| Landenwedstrijd          |      |      |      |      |      |      |      |      | Goud | Goud |      |      |      |      |      |      |      |      |
| Totaal                   |      |      | 3    | 3    | 2    | 2    | 2    | 2    | 1    | 1    | 1    | 1    | 1    | 1    | 1    | 1    | 2    | 2    |

## Medailles

### Mannen
| Onderdeel   | Goud                      | Goud        | Zilver                                             | Zilver      | Brons                                   | Brons       |
| Individueel | Individueel               | Individueel | Individueel                                        | Individueel | Individueel                             | Individueel |
| ----------- | ------------------------- | ----------- | -------------------------------------------------- | ----------- | --------------------------------------- | ----------- |
| 1 m plank   | Wang Zongyuan China       | 440,25      | Rommel Pacheco Mexico                              | 420,15      | Peng Jianfeng China                     | 415,00      |
| 3 m plank   | Xie Siyi China            | 545,45      | Cao Yuan China                                     | 517,85      | Jack Laugher Verenigd Koninkrijk        | 504,55      |
| 10 m toren  | Yang Jian China           | 598,65      | Yang Hao China                                     | 585,75      | Aleksandr Bondar Rusland                | 541,05      |
| Synchroon   |                           |             |                                                    |             |                                         |             |
| 3 m plank   | China Cao Yuan Xie Siyi   | 447,18      | Verenigd Koninkrijk Daniel Goodfellow Jack Laugher | 415,02      | Mexico Yahel Castillo Juan Celaya       | 413,94      |
| 10 m toren  | China Cao Yuan Chen Aisen | 486,93      | Rusland Aleksandr Bondar Viktor Minibajev          | 444,60      | Verenigd Koninkrijk Tom Daley Matty Lee | 425,91      |

### Vrouwen
| Onderdeel   | Goud                       | Goud        | Zilver                                        | Zilver      | Brons                                            | Brons       |
| Individueel | Individueel                | Individueel | Individueel                                   | Individueel | Individueel                                      | Individueel |
| ----------- | -------------------------- | ----------- | --------------------------------------------- | ----------- | ------------------------------------------------ | ----------- |
| 1 m plank   | Chen Yiwen China           | 285,45      | Sarah Bacon Verenigde Staten                  | 262,00      | Kim Su-ji Zuid-Korea                             | 257,20      |
| 3 m plank   | Shi Tingmao China          | 391,00      | Wang Han China                                | 372,85      | Maddison Keeney Australië                        | 367,05      |
| 10 m toren  | Chen Yuxi China            | 439,00      | Lu Wei China                                  | 377,80      | Delaney Schnell Verenigde Staten                 | 364,20      |
| Synchroon   |                            |             |                                               |             |                                                  |             |
| 3 m plank   | China Shi Tingmao Wang Han | 342,00      | Canada Jennifer Abel Mélissa Citrini-Beaulieu | 311,10      | Mexico Paola Espinosa Melany Hernández           | 294,90      |
| 10 m toren  | China Lu Wei Zhang Jiaqi   | 345,24      | Maleisië Leong Mun Yee Pandelela Rinong       | 312,72      | Verenigde Staten Samantha Bromberg Katrina Young | 304,86      |

### Gemengd
| Onderdeel       | Goud                                     | Goud   | Zilver                                        | Zilver | Brons                                            | Brons  |
| --------------- | ---------------------------------------- | ------ | --------------------------------------------- | ------ | ------------------------------------------------ | ------ |
| 3 m plank       | Australië Matthew Carter Maddison Keeney | 304,86 | Canada François Imbeau-Dulac Jennifer Abel    | 304,08 | Duitsland Lou Massenberg Tina Punzel             | 301,62 |
| 10 m toren      | China Lian Junjie Si Yajie               | 346,14 | Rusland Viktor Minibajev Jekaterina Beljajeva | 311,28 | Mexico José Balleza María Sánchez                | 287,64 |
| Landenwedstrijd | China Yang Jian Lin Shan                 | 416,65 | Rusland Sergej Nazin Joelia Timosjinina       | 390,05 | Verenigde Staten Andrew Capobianco Katrina Young | 357,60 |

### Medaillespiegel
| Plaats | Land                | Goud | Zilver | Brons | Totaal |
| 1      | China               | 12   | 4      | 1     | 17     |
| 2      | Australië           | 1    | 0      | 1     | 2      |
| 3      | Rusland             | 0    | 3      | 1     | 4      |
| 4      | Canada              | 0    | 2      | 0     | 2      |
| 5      | Mexico              | 0    | 1      | 3     | 4      |
| 5      | Verenigde Staten    | 0    | 1      | 3     | 4      |
| 6      | Verenigd Koninkrijk | 0    | 1      | 2     | 3      |
| 7      | Maleisië            | 0    | 1      | 0     | 1      |
| 8      | Duitsland           | 0    | 0      | 1     | 1      |
| 8      | Zuid-Korea          | 0    | 0      | 1     | 1      |
| Totaal | Totaal              | 13   | 13     | 13    | 39     |